# KTM
KTM Sportmotorcycle AG (Kronreif & Trunkenpolz Mattighofen) er en østrigsk motorcykelproducent, som mest er kendt for sin succes i motocross. KTM er også kendt som opfinderen af den luftkølede 4-takts offroad-motorcykel. KTM er ejer af den hollandske affjedringsproducent WP Suspension og den svenske motorcykelproducent Husaberg AB, som tidligere var ejet af Husqvarna.
Firmaet blev stiftet i 1934 af Hans Trunkenpolz i Mattighofen, Østrig. Dengang blev firmaet navngivet "Kraftfahrzeuge Trunkenpolz Mattighofen", men i 1955 blev det ændret til "Kronreif & Trunkenpolz Mattighofen".
Kronreif kommer af den østrigske aktionær Ernst Kronreif, der forlangte hans navn nævnt i KTM's forkortelse, fordi han havde købt mange af KTM's aktier.
KTM producerer bl.a. crossere, supermotarder, sportsmotorcykler og knallerter. De fleste modeller fra Husqvarna bliver også produceret på KTM fabrikken i Mattighofen
De har blandt andet lavet en bil, som de kalder X-Bow. Den er dog bygget med en Audi-motor.
I dag producerer de også
Blandt deres modeller er:
- SX-serien (crosser)
- EXC-serien (enduro)
- XC-serien (Cross country)
- Freeride-serien
- Supersport
- Duke, SMR, SMC og Superduke (supermotard)
- Foxi (knallert)